# 마음이 가리키는 곳으로
《마음이 가리키는 곳으로》(일본어: 心の指すほうへ 코코로노사스호에[*])는 grram의 미니 음반이다.

## 개요
시카고 푸들의 하나자와 코타가 타이틀 곡을 포함해서, 처음으로 노래 제공한 곡도 수록. TV 가나자와 《이웃의 킨짱》, 《꽃의 TV 킨짱》 2월 엔딩 테마로 기용되고 있는 타이틀 곡인 〈마음이 가리키는 곳으로〉의 프로모션 비디오는 다수 존재하고 있으며, 통상의 것과 〈"꿈"CLIP(도쿄 버전)〉 등이 있으며, 〈"꿈"CLIP(오사카 버전)〉에서는 구가와 미즈키가 나오고 있는 것 외에, 1132명이 출연한 것도 있다.

## 비평
CD 저널은 “기자 스튜디오다운 장인 기질의 팡 송 느낌은 빼지 않고, 밴드 사운드는 좋은 뜻으로 러프하고 친해지기 쉽다. 여성 보컬의 허스키한 성질이 드물며 귀에 남는다”라고 평했다.

## 수록곡
| #  | 제목                                                                      | 작사            | 작곡              | 편곡            | 재생 시간 |
| -- | ------------------------------------------------------------------------- | --------------- | ----------------- | --------------- | --------- |
| 1. | 〈마음이 가리키는 곳으로〉 (心の指すほうへ)                               | 쿠가와 미즈키   | 하나자와 코타     | 아사이 히로시   |           |
| 2. | 〈슬플 정도로 오늘 석양은 아름답구나〉 (悲しいほど 今日の夕陽 きれいだね) | 코리미즈 치아키 | 토쿠나가 아키히토 | 오카모토 히토시 |           |
| 3. | 〈오렌지 하늘〉 (オレンジの空)                                            | 쿠가와 미즈키   | 토쿠나가 아키히토 | 아사이 히로시   |           |
| 4. | 〈그대가 아냐! 내가 아냐!〉 (君じゃない!私じゃない!)                      | 쿠가와 미즈키   | 오카모토 히토시   | 오카모토 히토시 |           |
| 5. | 〈그대가 없어〉 (あなたがいない)                                          | 쿠가와 미즈키   | 하나자와 코타     | 하나자와 코타   |           |
| 6. | 〈새로운 아침은 온다〉 (新しい朝は来る あたらしいあさはくる[*])           | 쿠가와 미즈키   | 하나자와 코타     | 아사이 히로시   |           |